# Ladispoli
Ladispoli ist eine Stadt mit 40.855 Einwohnern (Stand 31. Dezember 2023) in der Metropolitanstadt Rom in der italienischen Region Latium.

## Geographie

### Lage
Ladispoli liegt 40 km westlich von Rom und 32 km südöstlich von Civitavecchia. Es erstreckt sich in der Ebene am Fuße der Sabatiner Berge entlang der Küste des Tyrrhenischen Meers.
Die Gemeinde liegt in der Erdbebenzone 4 (sehr wenig gefährdet).

### Ortsteile und Nachbargemeinden
Neben der Kernstadt, die ein modernes Aussehen hat, gehören zur Gemeinde die Ortsteile Caerevetus, Cerreto und San Nicola – Monteroni. Das neben der großen Burg nur aus wenigen Häusern bestehende Palo liegt an der Stelle des antiken Alsium. Am südlichen Stadtrand wurde in den 1960er Jahren der Badeort Marina di San Nicola gegründet.
Das Gemeindegebiet erstreckt sich über eine Höhe von 0 bis 50 m ü. M.
Ladispolis Nachbargemeinden sind Cerveteri und Fiumicino.

### Verkehr
- Ladispoli liegt mit der Ausfahrt Cerveteri-Ladispoli an der Autobahn A12 Autostrada Azzurra von Rom nach Civitavecchia
- Es wird von der Staatsstraße SS 1 Via Aurelia durchquert.
- Mit den Bahnhöfen Ladispoli-Cerveteri und Palo Laziale liegt es an der Regionalbahnstrecke FL5 von Roma Termini nach Civitavecchia, bzw. der Bahnstrecke Pisa–Rom.

## Geschichte
Zu Zeiten der Etrusker befand sich dort, wo heute Ladispoli liegt, die lateinische Kolonie Alsium, ein Hafen der etruskischen Stadt Caere (Cerveteri).
Während der republikanischen und besonders während der Zeit des römischen Imperiums wurde dieser Ort vom Adel als Ferienort genutzt. Im 2. Jahrhundert befand sich in Alsium eine kaiserliche Villa des Antoninus Pius, die mehrfach in der Korrespondenz des Rhetors Marcus Cornelius Fronto genannt wird; sie ist wohl identisch mit der weitläufigen Villenruine in Marina di S. Nicola. Im 6. Jahrhundert wurde Alsium während des Krieges des oströmischen Kaisers Justinian I. gegen das Ostgotenreich durch dessen König Totila belagert und zerstört.
Um 1500 entstand auf den Überresten einer mittelalterlichen Befestigung die Burg Palo. Der Name stammt wahrscheinlich von Palus (‚Sumpf‘), da das umliegende Gebiet sehr sumpfig war.
Die Burg war Lehen der Familie Orsini, welche aus Schuldengründen gezwungen war, sie 1693 an die Familie Odescalchi zu verkaufen. Die neuen Eigentümer verkauften sie ihrerseits an den Herzog Onofrio del Grillo aus Genua und den Marchese Carlo Loffredo aus Treviso. Erst 1870 kehrte sie wieder zurück in den Besitz der Familie Odescalchi, die noch heute Eigentümerin ist.
Livio Odescalchi, der seit 1881 Herr von Palo war, verzichtete 1884 auf die Burg und vermachte sie seinem zweitgeborenen Sohn Ladislao, der sie zu seiner Residenz machte. In der Zwischenzeit hatten viele Bauern, Fischer und Handwerker in ihrem Schutze Hütten errichtet. Deshalb entschloss sich Ladislao 1880, zusammen mit dem Ingenieur Vittorio Cantoni ein Konsortium zu gründen, um das Gebiet zwischen den Bächen Vaccina und Sanguinara zu erschließen und die Siedlung, die seinen Namen trägt, zu gründen.

## Politik

### Bürgermeister und Gemeinderat
Crescenzo Paliotta (PD) wurde im Juni 2007 zum Bürgermeister gewählt und 2012 bestätigt. Sein Mitte-links-Bündnis stellt mit 9 von 16 Sitzen auch die Mehrheit im Gemeinderat.
Bürgermeister von Cerveteri:
- 1990–1993: Fausto Ruscito, (DC)
- 1993–1997: Maurizio Perilli (MSI)
- 1997–2007: Gino Giogli, (DS)
- 2007–0000: Crescenzo Paliotta (PD)

### Städtepartnerschaften
Folgende Städte sind Partnerstädte von Ladispoli:
| - Benicarló in Spanien - Castroville in den USA - Montepulciano in Italien - Łeba in Polen | - Malle in Belgien - Saint-Savin-sur-Gartempe in Frankreich - Tetewen in Bulgarien - Tinos in Griechenland | - Heusenstamm in Deutschland |

## Sehenswürdigkeiten

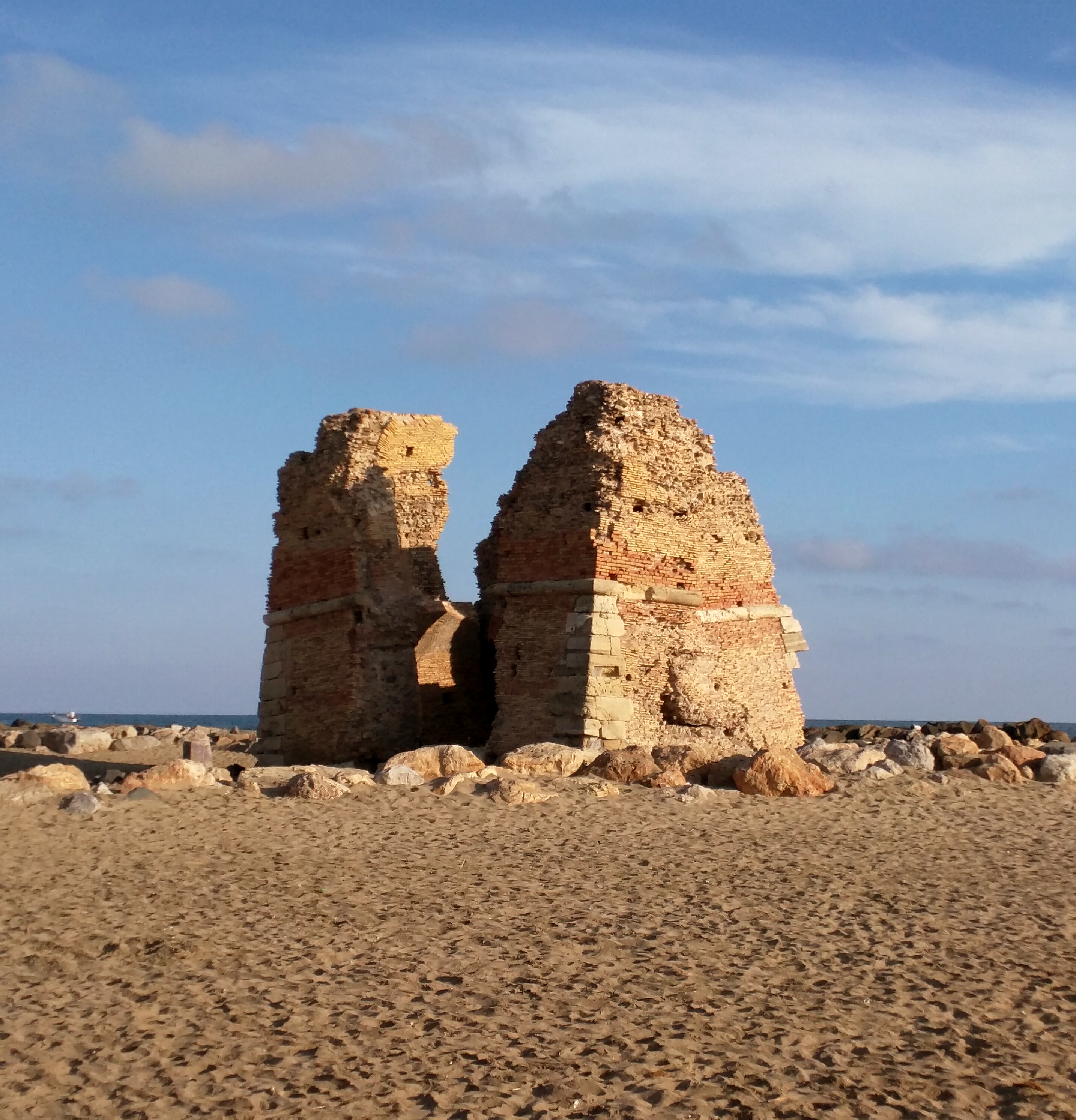
Torre Flavia

- Das Castello Orsini-Odescalchi im Teilort Palo liegt direkt am Meer. Es wurde 1693 von der Familie Odescalchi erworben.
- Die Gräber im Gebiet Monteroni sind zwei von ehemals zwölf etruskischen Grabhügeln aus dem 7. bis 5. Jahrhundert v. Chr., die wahrscheinlich zur Stadt Alsium gehörten. Auf dem Gelände befinden sich noch die Überreste einiger antiker Villen und Spuren von römischen Zisternen.
- In der Gemarkung Monteroni befindet sich außerdem eine der wenigen befestigten Post- und Raststationen, das Castellacio. Durch die Umleitung der Via Aurelia verlor die Raststätte ihre Funktion, das Gebäude wurde verpachtet und vermietet. Während des Zweiten Weltkriegs bot es vertriebenen Familien aus Ladispoli Unterschlupf; heute ist es eine Ruine.
- Die Torre Flavia ist eine Turmruine direkt am Meer. Ehemals waren 61 Türme entlang der Küste von Terracina bis Porto Santo Stefano errichtet worden, um sich gegen Angriffe durch die Sarazenen zu schützen. Im 16. Jahrhundert wurde der Turm unter Aufsicht des Kardinals Flavio Orsini restauriert, allerdings wurde er im Zweiten Weltkrieg von einer deutschen Bombe zum Teil zerstört. Um wenigstens die Ruine zu erhalten, wurde ein künstlicher Steinwall aufgeschüttet. Etwa zwölf Meter vor der Torre liegt das Wrack eines römischen Handelsschiffes.
- Im Gebiet um die Torre Flavia erstreckt sich ein Sumpfgebiet, die „Oase Torre Flavia“, die wie die „Oase von Palo“ vom WWF verwaltet wird. In diesen Gebieten findet man eine unberührte Vegetation vor, die idealen Lebensraum für Kröten, Frösche und Sumpfvögel sowie eine Raststation für Zugvögel bietet.
- An der Via Aurelia sind die Überreste der antiken Post- und Raststation „Statua“ zwischen Rom und Civitavecchia zu finden, die bis ins Mittelalter frequentiert wurde. Auf den Überresten wurde im 13. Jahrhundert eine kleine Festung, das Castrum Statua, gebaut. In der Umgebung befinden sich Überreste einer mittelalterlichen Brücke, einer Villa und stellenweise große Steinblöcke des Bodenbelags der Via Aurelia antica.

## Wirtschaft
Ladispoli ist ein landwirtschaftliches Zentrum. Berühmt ist der Ort für den Anbau von Artischocken. In der dritten Aprilwoche findet jeweils die Sagra del Carciofo, das Artischockenfest, statt.

## Filmografie
Die folgenden Filme wurden in Ladispoli gedreht:
- Fantasia sottomarina (1940), Kurzfilm von Roberto Rossellini
- Il ruscello di Ripasottile (1941), Kurzfilm von Roberto Rossellini
- The Place and the Time (2002), Kurzfilm von Giuseppe Cristiano
- Velocità Massima (2001), Film von Daniele Vicari

## Persönlichkeiten
Die Schauspielerin Laura Antonelli (1941–2015) lebte von 2009 bis zu ihrem Tod 2015 in dieser Gemeinde.